# Ландвер (комуна)
Ландвер (нім. Landwehr) — комуна в Німеччині, в землі Нижня Саксонія.
Входить до складу району Гільдесгайм. Підпорядковується управлінню Фреден. Населення становить 522 особи (на 31 грудня 2010 року). Займає площу 12,97 км. Офіційний код — 03 2 54 024.
Комуна поділяється на 3 сільські округи.